# Gudmundur Stephensen
Gudmundur Eggert Stephensen ('Gummi') (1982) is een IJslandse tafeltennisser. Zijn vader Pétur is een van de grondleggers van het tafeltennis in IJsland. Gudmundur won al op 11-jarige leeftijd het IJslands kampioenschap tafeltennis bij de heren. Behalve in de IJslandse competitie waar hij uitkwam voor Víking heeft hij in de hoogste competities gespeeld in Noorwegen, Zweden en Nederland. In Zweden speelde hij bij Malmö FF, Eslöv (seizoen 2006/07 en 2007/08) en BTK Warta (voorafgaand aan zijn Nederlandse periode). Met Eslöv speelde hij ook in de Europese Champions League. In Nederland kwam hij achtereenvolgens uit voor Enjoy & Deploy Heerlen (voorjaar 2011), Enjoy & Deploy Zoetermeer (seizoen 2011/2012) en Enjoy & Deploy Taverzo (seizoen 2012/2013). Met Enjoy & Deploy Zoetermeer en Enjoy & Deploy Taverzo speelde hij in de ETTU-cup. Zowel in Noorwegen als in Nederland is hij met zijn team nationaal kampioen geworden. De hoogste positie op de wereldranglijst (ITTF) die hij heeft behaald was 166 (juni 2009). Hij nam deel aan de wereldkampioenschappen in 1997, 1999, 2000, 2001, 2003, 2004, 2005, 2009, 2010 en 2011.
Na zijn twintigste nationale IJslandse titel (2013) stopte hij met tafeltennis om tien jaar later in 2023 de sport weer op te pakken. Hij maakte zijn rentree bij de IJslandse Kampioenschappen en won op 5 maart 2023 zijn 21e nationale titel.

## Erelijst
- 1994 t/m 2013: 20 keer nationaal IJslands kampioen heren enkelspel[4][7]
- 2023: 21e titel nationaal kampioenschap IJsland[6]
- 2002 en 2003: nationaal kampioenschap voor teams Noorwegen[1]
- 2004 en 2006: Noord-Europese kampioenschappen: winnaar heren enkelspel[4][8]
- 2013, Nederlands kampioenschap voor teams (met Enjoy & Deploy Taverzo)[9]